# Lijst van voetbalinterlands Hongkong - Tadzjikistan
Deze lijst van voetbalinterlands is een overzicht van alle officiële voetbalinterlands tussen de nationale teams van Hongkong en Tadzjikistan. De landen hebben tot nu toe drie keer tegen elkaar gespeeld. De eerste ontmoeting, een kwalificatiewedstrijd voor de Azië Cup 2004, werd gespeeld in Tasjkent (Oezbekistan) op 8 november 2003. Het laatste duel, een vriendschappelijke wedstrijd, vond plaats op 4 januari 2024 in Abu Dhabi (Verenigde Arabische Emiraten).

## Wedstrijden
| № | Plaats    | Datum            | Competitie                 | Wedstrijd               | Uitslag |
| - | --------- | ---------------- | -------------------------- | ----------------------- | ------- |
| 1 | Tasjkent  | 8 november 2003  | Azië Cup 2004 kwalificatie | Hongkong − Tadzjikistan | 0 − 0   |
| 2 | Bangkok   | 21 november 2003 | Azië Cup 2004 kwalificatie | Tadzjikistan − Hongkong | 1 − 0   |
| 3 | Abu Dhabi | 4 januari 2024   | Vriendschappelijk          | Hongkong − Tadzjikistan | 1 − 2   |

## Samenvatting
| Competitie            | Totaal gespeeld | Winst Hongkong | Gelijk | Winst Tadzjikistan | Doelsaldo Hongkong – Tadzjikistan |
| --------------------- | --------------- | -------------- | ------ | ------------------ | --------------------------------- |
| Azië Cup-kwalificatie | 2               | 0              | 1      | 1                  | 0 – 1                             |
| Vriendschappelijk     | 1               | 0              | 0      | 1                  | 1 − 2                             |
| Totaal                | 3               | 0              | 1      | 2                  | 1 − 3                             |

HKFA · 
Lijst van A-internationals · 
Hongkongs vrouwenelftal
1960 – 1969 ·
1970 – 1979 ·
1980 – 1989 ·
1990 – 1999 ·
2000 – 2009 ·
2010 – 2019 ·
2020 − 2029
Afghanistan ·
Argentinië ·
Australië ·
Bahrein ·
Bangladesh ·
Bhutan ·
Brazilië ·
Brunei ·
Cambodja ·
Canada ·
China ·
Colombia ·
Denemarken ·
Estland ·
Fiji ·
Filipijnen ·
Guam ·
India ·
Indonesië ·
Irak ·
Iran ·
Israël ·
Japan ·
Jemen ·
Joegoslavië ·
Jordanië ·
Koeweit ·
Kroatië ·
Laos ·
Libanon ·
Liechtenstein ·
Macau ·
Malediven ·
Maleisië ·
Marokko ·
Mauritius ·
Mongolië ·
Myanmar ·
Nepal ·
Noord-Korea ·
Noorwegen ·
Oezbekistan ·
Oman ·
Oost-Timor ·
Palestina ·
Paraguay ·
Qatar ·
Salomonseilanden ·
Saoedi-Arabië ·
Singapore ·
Sri Lanka ·
Syrië ·
Tadzjikistan ·
Taiwan ·
Thailand ·
Turkmenistan ·
Verenigde Arabische Emiraten ·
Vietnam ·
Zuid-Korea ·
Zuid-Vietnam ·
Zwitserland
TFF · A-internationals · Tadzjieks vrouwenelftal
1994 – 1999 ·
2000 – 2009 ·
2010 – 2019 ·
2020 − 2029
Afghanistan ·
Australië ·
Azerbeidzjan ·
Bahrein ·
Bangladesh ·
Bhutan ·
Brunei ·
Cambodja ·
China ·
Estland ·
Filipijnen ·
Guam ·
Hongkong ·
India ·
Irak ·
Iran ·
Japan ·
Jemen ·
Jordanië ·
Kazachstan ·
Kirgizië ·
Koeweit ·
Libanon ·
Macau ·
Malediven ·
Maleisië ·
Mongolië ·
Myanmar ·
Nepal ·
Noord-Korea ·
Oeganda ·
Oezbekistan ·
Oman ·
Pakistan ·
Palestina ·
Qatar ·
Rusland ·
Saoedi-Arabië ·
Singapore ·
Sri Lanka ·
Syrië ·
Thailand ·
Trinidad en Tobago ·
Turkmenistan ·
Verenigde Arabische Emiraten ·
Vietnam ·
Wit-Rusland ·
Zuid-Korea